# Saint-Omer-Capelle
Saint-Omer-Capelle är en kommun i departementet Pas-de-Calais i regionen Hauts-de-France i norra Frankrike. Kommunen ligger i kantonen Audruicq som tillhör arrondissementet Saint-Omer. År 2022 hade Saint-Omer-Capelle 1 100 invånare.

## Befolkningsutveckling
Antalet invånare i kommunen Saint-Omer-Capelle
| Referens: INSEE |